# Waterville (Iowa)
Waterville – miasto w Stanach Zjednoczonych, w stanie Iowa, w hrabstwie Allamakee. W 2000 roku liczyło 145 mieszkańców.